# Christiane Hörbiger
Christiane Hörbiger, född 13 oktober 1938 i Wien, död 30 november 2022 i Wien, var en österrikisk skådespelare. Hörbiger var utbildad vid Max Reinhardt-seminariet i Wien. Hon har verkat vid scener som Burgtheater, Münchner Kammerspiele och Schauspielhaus i Zürich. Hörbiger har också medverkat i många tyska TV-produktioner, till exempel huvudrollen i serien Das Erbe der Guldenburgs (1987).
Hon är dotter till skådespelarna Attila Hörbiger och Paula Wessely och brorsdotter till Paul Hörbiger.

## Filmografi, urval
- 1979 – Victoria
- 1992 – Schtonk!